# 2019년 부산 산불
2019년 부산 산불(2019年釜山山-)은 2019년 4월 2일 부산광역시 해운대구 반송동 운봉산에서 일어난 산불이다. 이날 당시의 날씨의 상태가 무척 건조하였다. 그러나 산불은 4월 6일까지 계속된 것으로 나와 있다. 화재 사고의 원인은 지역 주민들이 밭두렁을 태우다가 발생되는 화재 사고로 결론지었던 것으로 보인다. 이날 화재 여파에 따라 대진여객 차고지에 마련된 CNG 버스 충전소도 있으나, 만약 CNG 버스 충전소에 불이 올라왔을 경우 2019년 강원도 산불을 능가하게 되어 있는 대형 인재사고이자 2019–2020년 오스트레일리아 밀림 산불의 한국판이 되었을 가능성이 컸을 것으로 예상되었고 심지어는 대형 인명 피해까지 초래되었을 수도 있다.

## 발생 원인
이날 있었던 부산 산불의 배경을 보면 운봉산에 있었던 화재가 강한 불씨를 통해 계속 확산되었다. 그러나 이 화재가 해넘이와 더불어 헬기를 동원한 진화 작업이 중단됨에 따라 불길이 바람을 타고 느린 속도로 계속 번졌던 것으로 보이게 되며, 부산소방재난본부에 따르면 소방력이 집중적으로 배치된 민가가 있는 산 중턱의 아래쪽은 불이 덜 번졌지만, 바람을 타고 운봉산 정상 쪽으로 밤새 불이 번졌다는 결과가 있다. 그래서 운봉산 정상에서는 불길이 번진 것으로 결론지었다. 다만 화재의 여파에 따른 전소된 면적이 최초에는 5ha였으나 얼마 못가 13ha로 확대되었더니 그 뒤로 20ha까지 번졌던 것으로 드러나게 된다. 멀리서 불길이 선명하게 보일 정도로 이 일대가 아수라장으로 변한 것으로 보이게 된다. 소방청 관계자의 증언에 의하면, 다음 날 아침 6시 8분이 되어야 산불 관련 진화율이 90%에 이르고 있었던 것으로 보인다. 그 외에도 해당 산불은 기장군 철마면 고촌리 방향으로 넘어오기도 하였다. 그리고 소방당국에 따르면 화재 발생 당일날 소방용 헬리콥터(소방용 헬리콥터가 아니라 산림청 소속의 산불진화 헬기와 지자체 임차 헬기 입니다) 17대와 소방차 29대 그리고 인력 및 병력 자원 1,200명을 대거 동원하여 진화 작업을 벌였으나, 건조주의보가 내려진 상태 속에 불씨가 강풍을 타고 확산됨에 따라 초기 진화가 실패하게 되었기 때문이다. 그리고 이 화재의 여파에 따라 대피령을 내려지게 하는 사례까지도 속출되었다. 대상을 보면 인근의 주택가와 학교, 요양원, 장애우 복지 시설 등지가 있고 산불이 일어난 지점과 인접하고 있는 대학교인 동부산대학교와 운봉중학교도 역시 정규 수업을 중지시키고 학생과 교직원 등을 대거 대피시키기도 하게 되었다. 그 결과 피해를 입은 면적은 잠정적으로 20 ha의 산림이 소실되었고 주변의 민가 및 인명 피해는 아예 없던 것으로 보인다.

## 여담
JTBC에서도 관련 뉴스 특보를 보도한 적이 있었다. 그러나 4월 2일부터 6일까지 닷새 내내 산불이 발생되었지만 2019년 강원도 산불과 달리 뉴스 특보를 지상파 방송사에 버금갈 정도로 그렇게 능가하게 되어 있기도 하고 신뢰성이 뛰어난 JTBC마저 속보가 지연되는 등 원성을 산 적이 있었다.

## 같이 보기
- 2019년 강원도 산불
- 2020년 춘천 산불
- 2019년 대전 산불
- 2019년-2020년 오스트레일리아 산불